# Arauco Domado (Pedro de Oña)

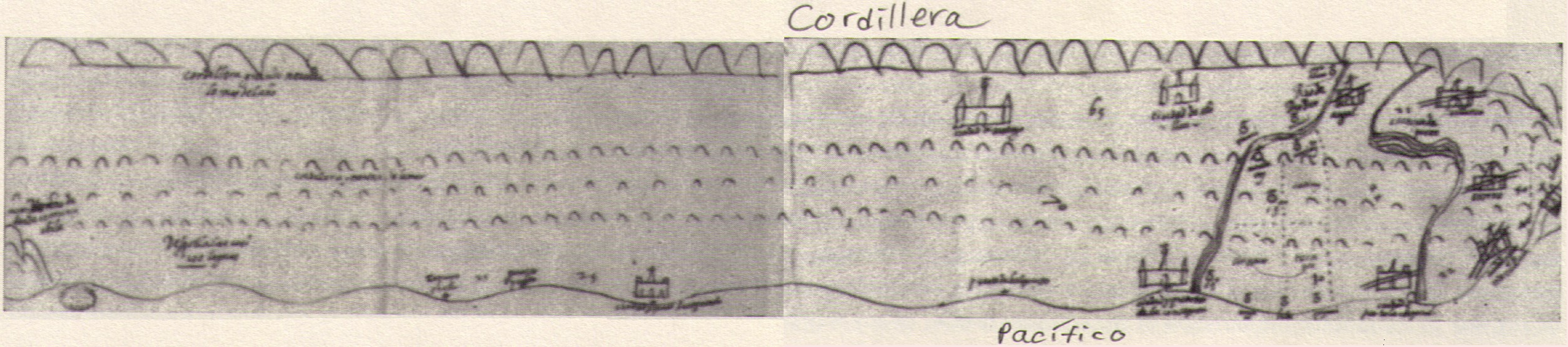
Mapa Araukanii z 1610

Arauco Domado – epos hiszpańskiego (chilijskiego) poety Pedra de Oña, wydany po raz pierwszy w 1596. Autor ten, jakkolwiek był poddanym hiszpańskim, uważany jest za pierwszego stricte chilijskiego poetę, ponieważ urodził się na terytorium tego kraju. Utwór nawiązuje do Araukany Alonsa de Ercilla y Zúñiga. Opowiada on o czynach wicekróla Peru, markiza de Canete, który pełnił swoją funkcję w latach 1556-1560. Pedro de Oña nie ukończył swojego dzieła, chociaż napisał około szesnastu tysięcy wersów. Utwór napisany jest oryginalną strofą ośmiowersową, rymowaną abbaabcc, odmienną od klasycznej oktawy (abababcc).
Si pluma y vista de aguila tuviera, 

Pluma con que romper el vacuo seno 

Y vista para ver al sol de lleno, 

Seguro de temor volara y viera: 

O si tan remontada no estuviera 

La soberana cumbre do me estreno, 

Prestárame el trabajo sus escalas, 

O me valiera entonces de mis alas.